# Tozeuma
Tozeuma is een geslacht van kreeftachtigen uit de klasse van de Malacostraca (hogere kreeftachtigen).

## Soorten
- Tozeuma armatum Paul'son, 1875
- Tozeuma carolinense Kingsley, 1878
- Tozeuma cornutum A. Milne-Edwards, 1881
- Tozeuma elongata (Baker, 1904)
- Tozeuma erythraeum Nobili, 1904
- Tozeuma kimberi (Baker, 1904)
- Tozeuma lanceolatum Stimpson, 1860
- Tozeuma novaezealandiae Borradaile, 1916
- Tozeuma pavoninum (Spence Bate, 1863)
- Tozeuma serratum A. Milne-Edwards, 1881
- Tozeuma tomentosum (Baker, 1904)